# Igor Vukman
Igor Vukman (Seget Donji, 2. siječnja 1946.), hrvatski bivši nogometni vratar, kasnije trener vratara.
Kako u matičnom Hajduku nije imao puno prilika braniti za prvi tim, veći dio karijere proveo je po drugim klubovima. Za Hajduk je odigrao samo tri prvenstvene utakmice, ali je jedna od njih bila protiv Crvene zvezde u Beogradu, 18.5.1969, kada je ušao pred kraj prvog poluvremena umjesto ozlijeđenog Sirkovića. Prema novinskom izvještaju branio je dobro, iako je primio dva gola, a utakmica je završila rezultatom 3:3. U prvoligaškom nogometu najviše se iskazao na golu banjalučkog Borca. Osim toga, branio je i za Split i Šibenik kad su ovi klubovi nastupali u Drugoj saveznoj Ligi. Inozemnu karijeru nastavio je u Austriji, u Admiri iz Bečkog Novog Mjesta i FK Austria iz Beča, a završio u Grčkoj. Po prestanku aktivnog igranja dogo je radio u Hajduku kao trener vratara, a nekoliko njegovih učenika branilo je gol reprezentacije Hrvatske.
Statistika u Hajduku
| Natjecanje        | Nastupi | Zgoditci |
| ----------------- | ------- | -------- |
| Prvenstvo         | 3       | 0        |
| Kup               | 0       | 0        |
| Superkup          | 0       | 0        |
| Međunarodne       | 0       | 0        |
| Splitski podsavez | 0       | 0        |
| Ukupno            | 3       | 0        |
| Prijateljske      | 33      | 0        |
| Sveukupno         | 36      | 0        |